# Cim del Mont Blanc
El cim del Mont Blanc és el nom que rep una peça de museu exposada a la Sala Ovalada del Museu Teyler. L'objecte es creu que va ser tallat de la roca de gel més alta assolible per un humà del cim del Mont Blanc el 3 d'agost de 1787 durant un dels primers ascensos del geòleg suís Horace-Bénédict de Saussure.

## Ascens

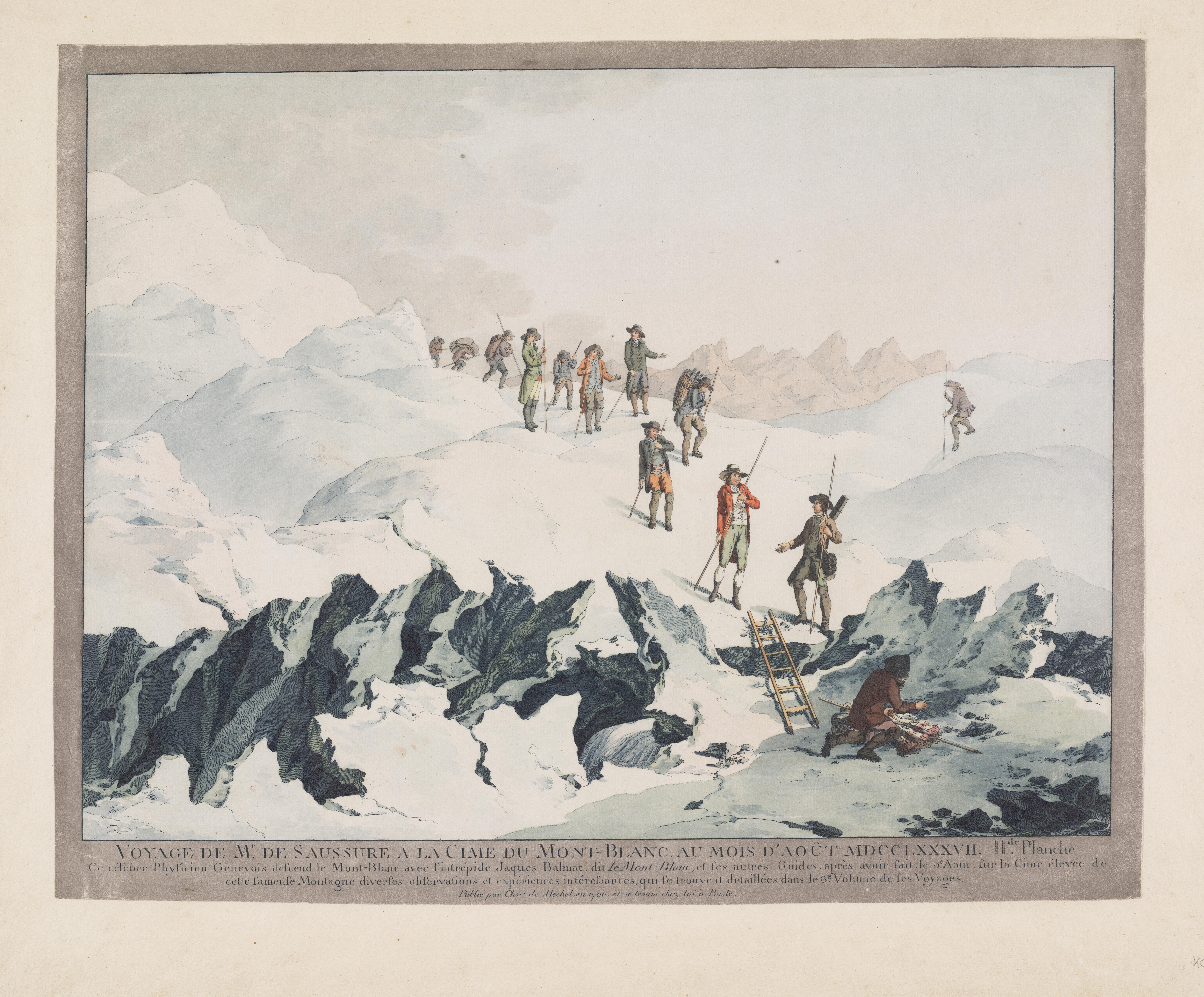
Descens del Mont Blanc el 1787 per H. B. de Saussure. Gravat calcogràfic de Christian von Mechel.

L'ascens del qual es va recollir aquesta peça, conegut com el primer en el que es va arribar al cim del Mont Blanc, estava format per un equip d'uns vint persones incloent-hi Saussure, el seu criat i uns quants guies i transportistes. L'objectiu de l'escalada era dur a terme una expedició científica, durant la qual Saussure investigà, entre altres coses, en el punt d'ebullició de l'aigua a alçades diferents. Saussure mesurà l'alçada a cada un dels seus experiments calculant quant temps un cremador d'alcohol tardava a bullir una quantitat definida d'aigua; amb aquesta tècnica establí l'alçada de la muntanya en 4775 metres (més tard s'ha sabut que l'alçada real són 35 metres més, 4810 metres). Per a aquests experiments Saussure va dur un equip científic específic, com un baròmetre i un termòmetre. La temperatura de l'aigua bullent experimentada en la part superior de la muntanya va ser bastant exacta, només amb un error de 0,1 kèlvins.

## Adquisició
El Museu Teyler es va fundar poc abans que es produís el viatge al Mont Blanc i durant aquesta època s'estava fent un progrés important en la recerca de roques subjacents i minerals i la ciència s'estava popularitzant. El terme «geologia» s'encunyà per l'iniciador d'aquesta expedició, Horace-Bénédict de Saussure. En aquell temps el museu era encara molt jove i recollia coneixement i objectes científics per a la col·lecció.
Martinus van Marum adquirí la peça del cim del Mont Blanc així com altres objectes de l'ascens durant els següents quinze anys. El 1799, en benefici del museu, ja adquirí una maqueta de Mont Blanc per nou florins neerlandesos creada el 1787 pel suís Charles François Exchaquet la qual també va ser exposada. Encara que es creu que durant aquesta època es van construir diverses maquetes, actualment només se'n conserven dues (una al Museu Teyler i una altra al Museu d'Història Natural de Ginebra). Es considera que la maqueta és una representació fidel de la muntanya i la vall de Chamonix; fa una mida de 100 per 64 per 35 cm, en una escala d'1:15000. Tot i les dimensions precises de la maqueta, els colors són més informatius que fidels a la realitat. Diversos dibuixos i gravats de les vistes i de l'expedició també van ser adquirits per Van Marum per completar l'exposició.
El 1802 Van Marum comprà la peça real del cim del Mont Blanc juntament amb altres mostres geològiques de Nicolas-Théodore de Saussure, que reuní una col·lecció de mostres de les roques del seu pare. Actualment la roca del cim del Mont Blanc s'exposa juntament amb altres roques i la maqueta de la muntanya a la vitrina central de la Sala Ovalada del Museu Teyler.

## En la cultura popular
El 2007 es va projectar un curtmetratge de ficció al Festival de Cinema dels Països Baixos la trama del qual consistia a retornar l'objecte al cim del Mont Blanc.